# IBM PC Convertible
IBM PC Convertible是IBM發佈的第一部笔记本电脑，於1986年4月3日推出，也是IBM第一个使用3英寸软磁盘的電腦產品，之後成为業界標準。如同現今筆記型電腦一般，该款机型擁有電源管理功能，可由電池供電運作。
它為IBM Portable的後繼機種，型號為5140。它在1991年被IBM PS/2 L40 SX取代，在日本則是被ThinkPad的前身IBM PS/55 note取代。

## 前身
1983年，IBM工程师开发一台類Tandy Model 100笔记本电脑，代号为"甜豆"（Sweetpea），但因為不是PC兼容機而被Don Estridge否決。1984年，在Data General公司的DG-1攜帶型個人電腦的顯示器收到差評之後，另一台擁有較大液晶显示屏的原型機（"P-14"），因為違反希克莱规则而失败。

## 描述
PC Convertible使用了采用CMOS的英特尔8088CPU，處理速度為4.77 MHz，記憶體為256kB RAM（可扩展到640kB），內建双720kB 3.5" 软盘驱动器，以黑白CGA兼容液晶屏幕作為顯示器。价格为2000美元，重5.8公斤，內建一个手提把手。機體概念和设计是由德国工业设计师Richard Sapper開發。
PC Convertible可以通过機器後面基於工業標準結構匯流排的专有埠做擴充，诸如小型打印机或视频输出模块扩展模块可以插入使用。機器也內建有调制解调器，但没有空間留给內置硬盘。
按機器上的電源鍵並不會關閉電腦，而是讓机器进入“暂停”模式，该模式在電池還有電力時能維持電腦狀態，可以避開耗時的開機過程。CMOS 80c88 CPU有一个静态核心，它藉由停止系统的时钟振荡器來无限期地維持其状态。只要電腦還有電力，在时钟信号重新启动後可以继续处理工作。CMOS 80C88处理器在时钟信号停止時，使用非常少的電力。系统内存是SRAM而非DRAM，既可降低电力消耗，也可减少电路來配合狭窄的笔记本电脑外殼。PC Convertible包含256k的随机内存，額外有128k（之後也有256k）記憶卡可使用。系統提供有4個記憶卡空間，加上原本256k RAM，最多可以將電腦記憶體擴充至640k。
因为屏幕只有背蓋大小的一半，所以文字和图像被垂直压缩并顯示為正常高度的一半。显示大小為80x25(文字模式)，640x200、320x200像素(圖形模式)。按螢幕下方两个软盘驱动器之間的拉桿，可以從機體取下整个螢幕，该功能使得使用者在桌面上可以使用全尺寸的桌面螢幕，為“擴充功能塢”和蘋果電腦PowerBook Duo概念的先行者。
PC Convertible提供兩種發售型號——2以及22，兩者差異僅在22內建有診斷軟體。

## 迴響
这款机器销售不佳。这款机器的重量過重。尽管使用较新的CMOS处理器和静态RAM，这款机器也不如其前代機種Portable那麼快速。此外，如果不使用附加套件，就沒有传统电脑的擴充埠（例如串口、平行口）。而且，液晶屏幕（第一個缺乏背光的螢幕）不易閱讀，機體形狀奇怪；配备的键盘也受到广泛地批評。競爭對手推出裝有處理速度較快的英特尔80286，並附有選配硬碟的產品（例如康柏电脑）或提供更輕而且配備相似的產品（例如东芝和Zenith）。有时競爭對手的价格只有PC Convertible的一半，也显得IBM这款电脑没有很大竞争力。